# Azimut
För båttillverkaren, se Azimut Yachts.

Azimuten är vinkeln som bildas mellan en referensriktning (i detta exempel norr) och en linje från observatören till en intressant punkt projicerad på samma plan som referensriktningen vinkelrät mot zenit.

Azimut (engelska: azimuth; frånarabiska:اَلسُّمُوت,romaniserad: as-sumūt,bokstavligen 'riktningarna') är i ett horisontellt koordinatsystem vinkeln mellan vertikalplanet genom himmelsobjektet eller satelliten (höjdcirkeln) och observatörens meridian, det vill säga den ena koordinaten för en himlakropp i horisontens system. Azimuten betecknas α.
Matematiskt projiceras den relativa positionsvektorn från en observatör (origo) till en intressant punkt vinkelrätt på ett referensplan (horisontplanet); vinkeln mellan den projicerade vektorn och en referensvektor på referensplanet kallas azimut.
När azimuten används som en himmelsk koordinat är den den horisontella riktningen för en stjärna eller annan himlakropp. Stjärnan är den intressanta punkten, referensplanet är det lokala området (till exempel ett cirkulärt område med en radie på 5 km vid havsnivån) kring en observatör på jordytan, och referensvektorn pekar mot den geografiska nordpolen. Azimuten är vinkeln mellan nordvektorn och stjärnans vektor på det horisontella planet.
Azimuten mäts numera i astronomiska sammanhang vanligen från horisontens nordpunkt mot öster (medurs sett från zenit) längs horisonten och varierar mellan 0 och 360 grader. Tidigare mättes den dock från horisontens sydpunkt mot väster.
Inom navigation till exempel för fartyg och flyg kallas en motsvarande term bäring, den mäts alltid från horisontens nordpunkt. Termen azimut används också flitigt inom astronomin.

## Etymologi
Ordet azimut används i alla europeiska språk idag. Det härstammar från medeltida arabiska السموت (al-sumūt, uttalas as-sumūt), som betyder "riktningarna" (plural av arabiska السمت al-samt = "riktningen"). Det arabiska ordet kom in i senmedeltida latin i ett astronomiskt sammanhang och i synnerhet i användningen av den arabiska versionen av astrolabiet. Dess första registrerade användning på engelska är på 1390-talet i Geoffrey Chaucers Avhandling om astrolabiet. Den första kända nedteckningen på något västerländskt språk är på spanska på 1270-talet i en astronomibok som till stor del härstammar från arabiska källor, Libros del saber de astronomía, beställd av kung Alfonso X av Kastilien.

## Inom astronomin
I det horisontella koordinatsystemet, som används inom astronomisk navigation, är azimut en av de två koordinaterna.Den andra är altitud, ibland kallad höjd över horisonten.  Den används också för installation av parabolantenner. I modern astronomi mäts azimut nästan alltid från norr.  

## I navigereringen
Inom landnavigering betecknas azimut vanligtvis alfa, α och definieras som en horisontell vinkel mätt medurs från en nordlig baslinje eller meridian. Azimut har också mer allmänt definierats som en horisontell vinkel mätt medurs från ett fast referensplan eller en lätt etablerad basriktningslinje.
Idag är referensplanet för en azimut vanligtvis den geografiska nordlinjen, mätt som en 0° azimut, även om andra vinkelenheter (grad, streck) kan användas. Om man rör sig medsols på en 360-graderscirkel har öst azimut 90°, söder 180° och väst 270°. Det finns undantag: vissa navigationssystem använder söder som referensvektor. Vilken riktning som helst kan vara referensvektor, så länge den är tydligt definierad.
Ganska vanligt anges azimuter eller kompassbäringar i ett system där antingen norr eller söder kan vara noll, och vinkeln kan mätas medurs eller moturs från nollpunkten. Till exempel kan en bäring beskrivas som "(från) söder, (sväng) trettio grader (mot) öster" (orden inom parentes utelämnas vanligtvis), förkortat "S30°E", vilket är bäringen 30 grader i österriktning från söder, det vill säga bäringen 150 grader medurs från norr. Referensriktningen, som anges först, är alltid norr eller söder, och svängriktningen, som anges sist, är öst eller väst. Riktningarna väljs så att vinkeln, som anges mellan dem, är positiv, mellan noll och 90 grader. Om bäringen råkar vara exakt i riktning mot en av väderstrecket, används istället en annan notation, till exempel "rakt österut".

## Inom geodesi

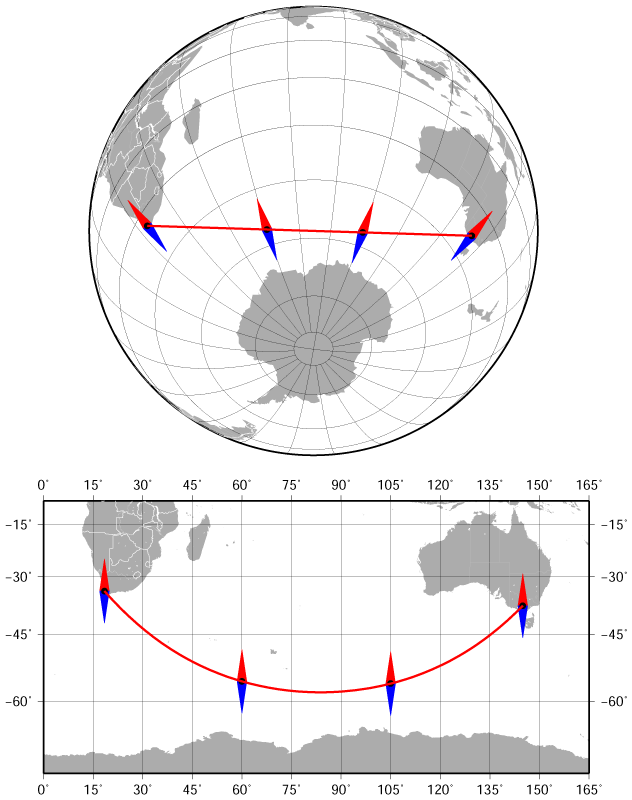
Azimuten mellan Kapstaden och Melbourne längs den geodetiska vägen (den kortaste vägen) ändras från 141° till 42°. Azimutal ortografisk projektion och cylindrisk Miller-projektion.

Om an står på latitud {\displaystyle \varphi _{1}}, longitud noll; och vill hitta azimuten från vår synvinkel till punkt 2 på latitud {\displaystyle \varphi _{2}}, longitud L (positiv österut), kan man få en rimlig approximation genom att anta att jorden är en sfär, i vilket fall azimuten α ges av
{\displaystyle \tan \alpha ={\frac {\sin L}{\cos \varphi _{1}\tan \varphi _{2}-\sin \varphi _{1}\cos L}}}
En bättre approximation antar att jorden är en något sammanpressad sfär (en oblat sfäroid). Azimut har då minst två mycket lite olika betydelser. Normalsnittsazimut är vinkeln mätt från vår synvinkel av en teodolit vars axel är vinkelrät mot sfäroidens yta; geodetisk azimut (eller geodesisk azimut) är vinkeln mellan norr och den ellipsoidala geodetiska punkten (den kortaste vägen på sfäroidens yta från vår synvinkel till punkt 2). Skillnaden är vanligtvis försumbar: mindre än 0,03 bågsekunder för avstånd mindre än 100 km.
Normalsektionsazimut kan beräknas enligt följande:
```
: 

  

    

      

        

          

            

              

                

                  
e

                  

                    
2

                  

                

              

              

                

                
=

                
f

                
(

                
2

                
−

                
f

                
)

              

            

            

              

                
1

                
−

                

                  
e

                  

                    
2

                  

                

              

              

                

                
=

                
(

                
1

                
−

                
f

                

                  
)

                  

                    
2

                  

                

              

            

            

              

                
Λ

              

              

                

                
=

                

                  
(

                  

                    
1

                    
−

                    

                      
e

                      

                        
2

                      

                    

                  

                  
)

                

                

                  

                    

                      
tan

                      
⁡

                      

                        
φ

                        

                          
2

                        

                      

                    

                    

                      
tan

                      
⁡

                      

                        
φ

                        

                          
1

                        

                      

                    

                  

                

                
+

                

                  
e

                  

                    
2

                  

                

                

                  

                    

                      

                        
1

                        
+

                        

                          
(

                          

                            
1

                            
−

                            

                              
e

                              

                                
2

                              

                            

                          

                          
)

                        

                        

                          

                            
(

                            

                              
tan

                              
⁡

                              

                                
φ

                                

                                  
2

                                

                              

                            

                            
)

                          

                          

                            
2

                          

                        

                      

                      

                        
1

                        
+

                        

                          
(

                          

                            
1

                            
−

                            

                              
e

                              

                                
2

                              

                            

                          

                          
)

                        

                        

                          

                            
(

                            

                              
tan

                              
⁡

                              

                                
φ

                                

                                  
1

                                

                              

                            

                            
)

                          

                          

                            
2

                          

                        

                      

                    

                  

                

              

            

            

              

                
tan

                
⁡

                
α

              

              

                

                
=

                

                  

                    

                      
sin

                      
⁡

                      
L

                    

                    

                      
(

                      
Λ

                      
−

                      
cos

                      
⁡

                      
L

                      
)

                      
sin

                      
⁡

                      

                        
φ

                        

                          
1

                        

                      

                    

                  

                

              

            

          

        

      

    

    
{\displaystyle {\begin{aligned}e^{2}&=f(2-f)\\1-e^{2}&=(1-f)^{2}\\\Lambda &=\left(1-e^{2}\right){\frac {\tan \varphi _{2}}{\tan \varphi _{1}}}+e^{2}{\sqrt {\frac {1+\left(1-e^{2}\right)\left(\tan \varphi _{2}\right)^{2}}{1+\left(1-e^{2}\right)\left(\tan \varphi _{1}\right)^{2}}}}\\\tan \alpha &={\frac {\sin L}{(\Lambda -\cos L)\sin \varphi _{1}}}\end{aligned}}}

  

```

där f är utplattningen och e är excentriciteten för den valda sfäroiden (till exempel 1⁄298.257223563 for WGS84).
Om φ1 = 0 är
{\displaystyle \tan \alpha ={\frac {\sin L}{\left(1-e^{2}\right)\tan \varphi _{2}}}}
För att beräkna solens eller en stjärnas azimut givet dess deklination och timvinkel på en specifik plats, modifiera formeln för en sfärisk jord. Ersätt φ2 med deklination och longitudskillnaden med timvinkel, och ändra tecknet (eftersom timvinkeln är positiv västerut istället för österut).

## I kartografi

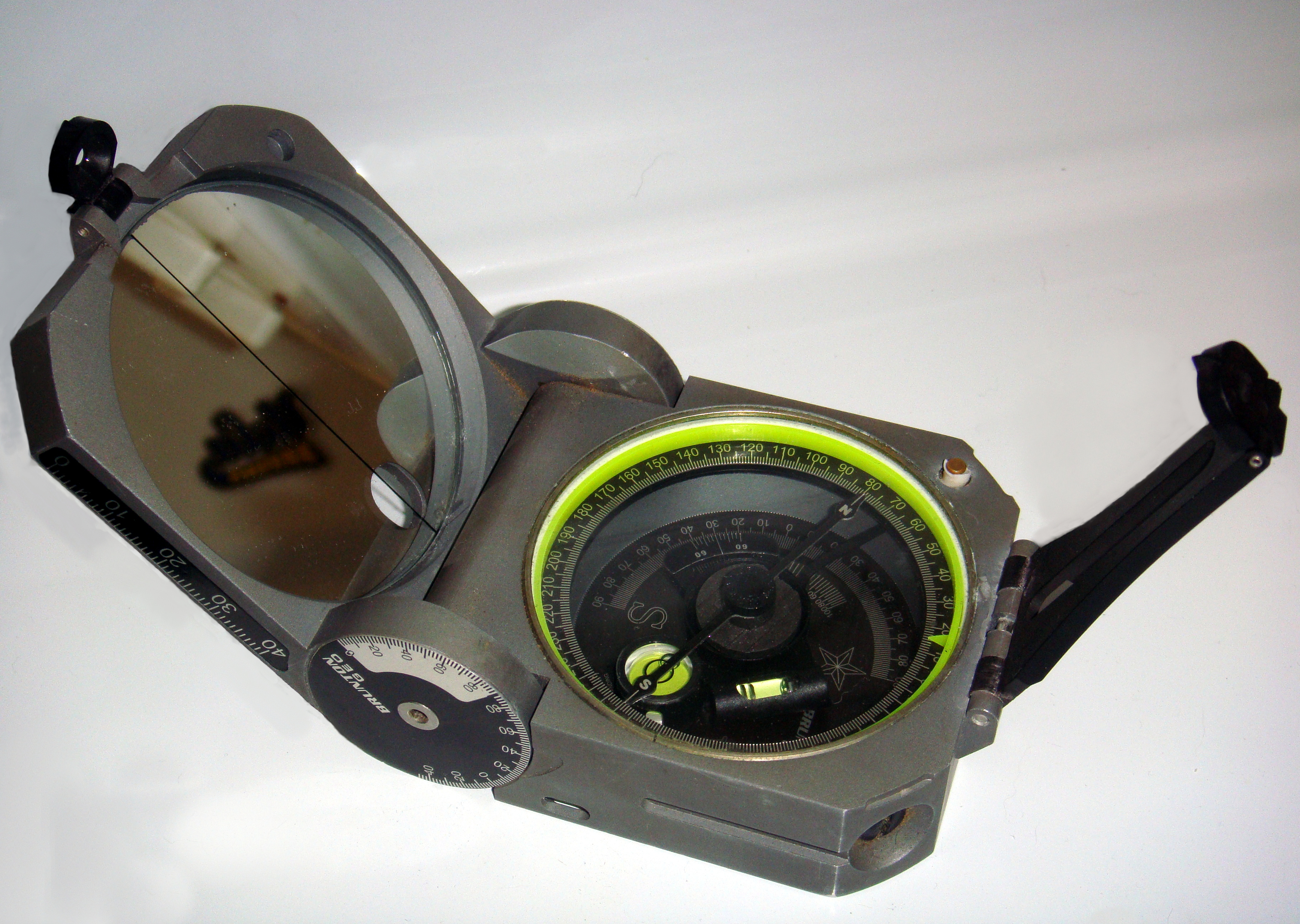
En standard Brunton Geo- kompass, som vanligtvis används av geologer och lantmätare för att mäta azimut

Den kartografiska azimuten eller rutnätsazimuten (i decimalgrader) kan beräknas när koordinaterna för två punkter är kända i ett plant plan.
Observera att referensaxlarna är ombytta i förhållande till det (moturs) matematiska polära koordinatsystemet och att azimuten är medurs i förhållande till norr. Detta är anledningen till att X- och Y-axeln är ombytta. Om azimuten blir negativ kan man alltid lägga till 360°.
Det motsatta problemet uppstår när koordinaterna (X1, Y1) för en punkt, avståndet D och azimuten α till en annan punkt (X2, Y2) är kända, kan man beräkna dess koordinater: 
{\displaystyle {\begin{aligned}X_{2}&=X_{1}+D\sin \alpha \\Y_{2}&=Y_{1}+D\cos \alpha \end{aligned}}}
Detta används vanligtvis vid triangulering och azimutidentifiering (AzID), särskilt i radartillämpningar.

### Kartprojektioner
Det finns en mängd olika azimutala kartprojektioner. De har alla egenskapen att riktningar (azimuterna) från en central punkt bevaras. Vissa navigationssystem använder söder som referensplan. Emellertid kan vilken riktning som helst fungera som referensplan, så länge den är tydligt definierad för alla som använder det systemet.

## Relaterade koordinater

### Rektascension
Om vinklarna, istället för att mäta från och längs horisonten, mäts från och längs himmelsekvatorn, kallas vinklarna rektascension om de refererar till vårdagjämningen, eller timvinkel om de refererar till himmelsmeridianen.

### Polarkoordinater
Inom matematiken är azimutvinkeln för en punkt i cylindriska koordinater eller sfäriska koordinater den moturs vinkeln mellan den positiva x-axeln och vektorns projektion på xy-planet. Ett specialfall av en azimutvinkel är vinkeln i polära koordinater för vektorns komponent i xy-planet, även om denna vinkel normalt mäts i radianer snarare än grader och betecknas med θ snarare än φ. 

## Andra användningsområden
För magnetbandstationer avser azimut vinkeln mellan bandhuvudet/bandhuvudena och bandet.
I ljudlokaliseringsexperiment och litteratur hänvisar azimut till den vinkel ljudkällan gör jämfört med den imaginära raka linjen som dras inifrån huvudet genom området mellan ögonen.
En azimutpropeller inom skeppsbyggnad är en propeller som kan roteras horisontellt.